# Carl Fredrik Ringvall
Carl Fredrik Ringvall, född 9 maj 1848 i Stockholm,  död 14 augusti 1910 i Stockholm, var en svensk klarinettist vid svenska regementen.

## Biografi
Carl Fredrik Ringvall föddes 9 maj 1848 i Stockholm. Han var son till altbasunisten Fredrik Wilhelm Ringvall och Albertina Wilhelmina Lundvall. Ringvall anställdes 4 april 1862 som musikelev och hornblåsare vid Andra livgardet i Stockholm. Han blev klarinettist vid Västgöta regemente i maj 1869. Ringvall slutade vid regementet i juli 1876. Han var från mars 1890 till sommaren 1897 fältmusikant och musikanförare vid Gotlands infanteriregemente, då han efterträddes av Rudolf Wesslén. Ringvall avled 14 augusti 1910 i Stockholm.
Ringvall var bror till Axel Ringvall och Oscar Ringwall

## Musikverk

### Piano
- Amaranthpolka för piano. Utgiven 1883 på Elkan & Schildknecht, Stockholm.[2]
- Min älskling, polkamazurka för piano. "Utförd af de större orchestrarne i Stockholm". Utgiven 1886 på Abraham Lundquist, Stockholm.[2]
- 40 knop, galopp för pianoforte. Utgiven 1887 på Julius Bagge, Stockholm.[2]
- Kgl. Gotlands infanteriregementes paradmarsch för piano. Utgiven 1895 på Abraham Lundquist, Stockholm.[2]
- Under svenska fanor, marsch för piano. Utgiven 1899 på Elkan & Schildknecht, Stockholm.[2]
- Midsommar! Marsch ur All världens melodier nummer 26, årgång 1 år 1900.[2]
- Västgötapolka ur Populära danser. Utgiven 1926 på Gehrmans musikförlag, Stockholm.[2]
- Cléo, valse lente. Hommage à Mademoiselle Cléo de Mérode. Utgiven på Gehrmans musikförlag, Stockholm.[2]
- Gitanella, vals för piano. Utgiven på Abraham Lundquist, Stockholm.[2]
- Hjerta mot hjerta, vals för piano. Utgiven på Abraham Lundquist, Stockholm.[2]
- En ros, polka för piano. Utgiven på Abraham Lundquist, Stockholm.[2]
- Vid sjutton år, polka för piano. Utgiven på Gehrmans musikförlag, Stockholm.[2]
- Pubacks-Kupletten (Emil Norlander).[2]

### Mässingssextett
- En ringlinjetur kring Stockholm med spårvagn, potpurri.[2]

### Blåsoktett
- Amerikansk sport-galopp.[2]
- Avskedshälsning till Andra Livgardets musikkår, opus 66, år 1869.[2]
- Ellen, polkamazurka.[2]
- Fanny-polka, spelad i Gellrichs kvällskonsertprogram 1 mars 1889 på Blanchs' café.[2]
- Festmarsch.[2]
- Festpolonäs.[2]
- Fältmanöver, marsch.[2]
- Förgät mig ej, polkamazurka.[2]
- Ganymedes-marsch.[2]
- Gustaf-marsch.[2]
- Herta-polka.[2]
- Hälsning till Visborgs slätt, marsch.[2]
- Ingalill, val.[2]
- Intermezzo.[2]
- Kling-Bom! polka.[2]
- Korvetten Eugenies honnörmarsch, komponerad någon gång mellan 1877 och 1888.[2]
- Leve översten![2]
- Leve konungen, marsch.[2]
- Militärkadrilj.[2]
- Malle-marsch, "comp. och Malle tillegnad".
- Pim!Pim! marsch.[2]
- Potpurri över finska sånger.[2]
- Revue-marsch.[2]
- Souvenir-marsch.[2]
- Svenska polskor.[2]
- Sylfiden, gavott.[2]
- Thorwalds marsch.[2]
- Souvenir. Hälsning till Västgöta regementes musikkår, komponerad 1869.[2]
- Ta mig tvärt om livet, schottis.[2]
- Vid sjutton år, polka.[2]